# Labrisomus gobio
Labrisomus gobio är en fiskart som först beskrevs av Valenciennes, 1836.  Labrisomus gobio ingår i släktet Labrisomus och familjen Labrisomidae. Inga underarter finns listade i Catalogue of Life.